# Mori Yosuke
Yosuke Mori (sinh ngày 25 tháng 7 năm 1985) là một cầu thủ bóng đá người Nhật Bản.

## Sự nghiệp câu lạc bộ
Yosuke Mori đã từng chơi cho FC Gifu.